# Струнний квартет № 10 (Джонстон)
Струнний квартет № 10 (англ. String Quartet no. 10) — музичний твір Бена Джонстона, написаний 1995 року.
Десятий струнний квартет Бена Джонстона став продовженням напрямку, який домінував у творчості американського композитора з середини вісімдесятих років. Він намагався продемонструвати, якою могла б бути європейська класична музика, якби не відбулося переходу від чистого строю до рівномірно-темперованого строю. Замість звичних дванадцяти нот в межах октави Джонстон використовував так званий розширений чистий стрій, з мікроінтервалами, набагато меншими за півтону. Разом з цим, він втілював в життя власні теоретичні концепції, які визначали мелодію, гармонію та ритм.
Десятий квартет складається з чотирьох частин. Перша має сонатну структуру, але насичена поліритмами та має мікроінтервальну гармонію. Друга частина є повільною фугою, написаною в розширеному чистому строї (13-limit just intonation). Третя частина — це скерцо, в якому чотири інструменти виконують складний поліритм 4:5:6:7. Заключна частина, яку Джонстон описував як «щось на кшталт есе з історії музики, період за періодом», починається як музика епохи Відродження, але перетворюється на варіації на теми ірландської народної пісні «Danny Boy».
Струнний квартет № 10 був вперше виконаний на концерті серії Present Music 20 квітня 2002 року: його зіграли скрипалі Шаран Левенталь, Ерік Сенгіц, Альтист Брек Ренцелман та віолончеліст Карл Лавін, які співпрацювали з композитором та програмістом Енді Стефіком, який створив для них MIDI-реалізацію твору, щоб легше його вивчити. Реакція публіки та критиків була позитивною, тому музиканти вирішили створити окремий колектив Кеплер-квартет, який зосередився на записі струнних квартетів Бена Джонстона. 2011 року Десятий квартет було видано на альбомі String Quartets Nos. 1, 5, and 10, разом із Першим та П'ятим квартетом. Десятий квартет став останнім струнним квартетом Бена Джонстона.